# Монти-ду-Карму

Монти-ду-Карму на карте штата.

Монти-ду-Карму (порт. Monte do Carmo) — муниципалитет в Бразилии, входит в штат Токантинс. Составная часть мезорегиона Восточный Токантинс. Входит в экономико-статистический микрорегион Порту-Насиунал. Население составляет  6 716 человек на 2010 год. Занимает площадь 3 616,674 км². Плотность населения — 1,86 чел./км².

## Демография
Согласно сведениям, собранным в ходе переписи 2010 г. Национальным институтом географии и статистики (IBGE), население муниципалитета составляет:
| Полное население                               | Полное население                               | Полное население                               | Полное население                               | 6 716 |
| ---------------------------------------------- | ---------------------------------------------- | ---------------------------------------------- | ---------------------------------------------- | ----- |
| в том числе:                                   | Городское население                            | 2 881                                          | Процент городского населения, %                | 42,90 |
|                                                | Сельское население                             | 3 835                                          | Процент сельского населения, %                 | 57,10 |
|                                                | Мужское население                              | 3 601                                          | Процент мужского населения, %                  | 53,62 |
|                                                | Женское население                              | 3 115                                          | Процент женского населения, %                  | 46,38 |
| Плотность населения, чел/км²                   | Плотность населения, чел/км²                   | Плотность населения, чел/км²                   | Плотность населения, чел/км²                   | 1,86  |
| Население муниципалитета в % к населению штата | Население муниципалитета в % к населению штата | Население муниципалитета в % к населению штата | Население муниципалитета в % к населению штата | 0,49  |

По данным оценки 2016 года население муниципалитета составляет 7 535 жителей.

## Статистика
- Валовой внутренний продукт на 2003 составляет 23.044.262,00 реалов (данные: Бразильский институт географии и статистики).
- Валовой внутренний продукт на душу населения на 2003 составляет 4.952,56 реалов (данные: Бразильский институт географии и статистики).
- Индекс развития человеческого потенциала на 2000 составляет 0,642 (данные: Программа развития ООН).

## Важнейшие населенные пункты
| № | Населённый пункт | Населённый пункт (порт.) | Категория | Население чел. (2010) | На карте                        |
| - | ---------------- | ------------------------ | --------- | --------------------- | ------------------------------- |
| 1 | Монти-ду-Карму   | Monte do Carmo           | город     | 2 881                 | 10°45′43″ ю. ш. 48°06′32″ з. д. |